# A604 (motorväg, Belgien)

A604 (Belgien)

A604 är en motorväg i Belgien som binder ihop Jemappe med motorvägen A15.